# Санников, Яков Фёдорович
Яков Фёдорович Са́нников (25 июля [6 августа] 1844, Усть-Янск — 10 января 1908, Казачье) — якутский купец II гильдии, меценат, помогавший экспедициям Александра Бунге, Эдуарда Толля, Фритьофа Нансена, внук промышленника Якова Санникова-старшего, потомственный почётный инородец.

## Биография
Родился 6 августа 1844 года (по новому стилю) в Усть-Янье. Владел торговой фирмой, имевшей филиалы в Якутске и Булуне. В заново отстроенном и отчасти отреставрированном районе Якутска — историческом центре города под названием «Кружало», на месте старого двухэтажного дома купца, стоит его копия.
Имел одного сына и двух дочерей. Жена Анастасия. Младшая дочь Ирина Яковлевна родилась в селе Казачьем. Вышла замуж за якутского купца из Западно-Кангаласского улуса И. Т. Павлова. Их старшая дочь (внучка купца Санникова) Крылова Татьяна Ивановна — известный фтизиатр, первая из якутских женщин доктор медицинских наук, одна из основателей высшего медицинского образования в Якутии.
Яков Санников-младший умер в 1908 году, в селе Казачьем. Похоронен на старом булунском кладбище.